# (9176) Struchkova
(9176) Struchkova est un astéroïde de la ceinture principale.

## Description
(9176) Struchkova est un astéroïde de la ceinture principale. Il fut découvert le 15 novembre 1990 à Nauchnyj par Lioudmila Tchernykh. Il présente une orbite caractérisée par un demi-grand axe de 2,71 UA, une excentricité de 0,09 et une inclinaison de 3,7° par rapport à l'écliptique.

## Compléments